# Lagos de Avigliana

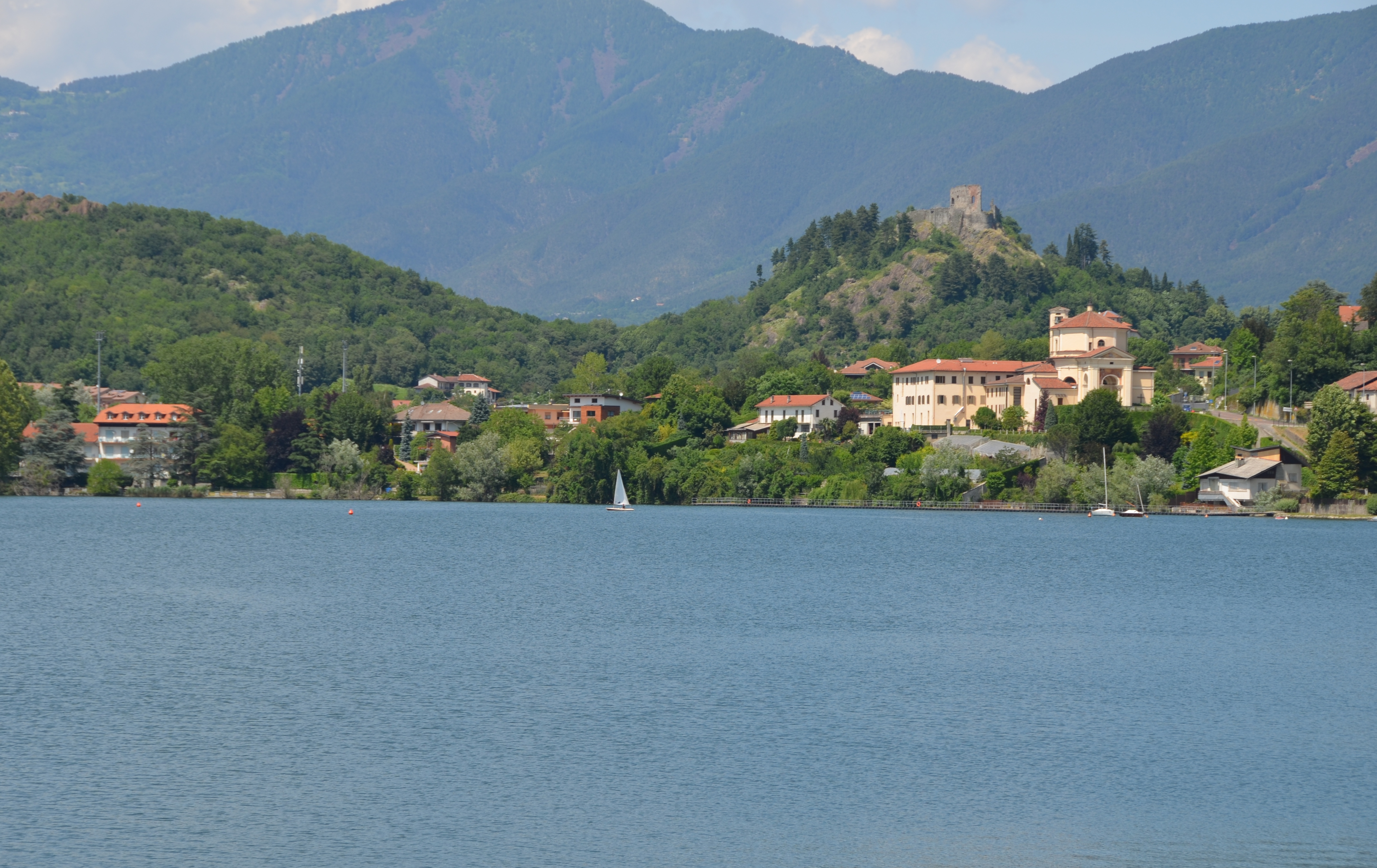
El Lago Grande

Los lagos de Avigliana son dos pequeños lagos de origen glacial, que se crearon por la acumulación de agua en los espacios entre diferentes venas terminales concéntricas del glaciar del Valle de Susa, cuando acabada la edad de hielo se produjo su retirada hacia las montañas. Separados por un estrecho istmo, se encuentran en la ciudad de Avigliana (Turín) en el Piamonte italiano, y en función de su tamaño se les denomina lago grande(con una superficie de 0,9 km²) y Lago Piccolo (con una superficie de 0,6 km²).